# Moolabalia nevillecolemani
Moolabalia nevillecolemani är en korallart som beskrevs av Philip Alderslade 200. Moolabalia nevillecolemani ingår i släktet Moolabalia och familjen Clavulariidae. Inga underarter finns listade i Catalogue of Life.